# Tambakdahan (plaats)
Tambakdahan is een bestuurslaag in het regentschap Subang van de provincie West-Java, Indonesië. Tambakdahan telt 6568 inwoners (volkstelling 2010).